# Ołeh Sztul
Ołeh Danyłowycz Sztul-Żdanowycz, ukr. Олег Данилович Штуль-Жданович (ur. 1 lipca 1917 w Łopatyczach, zm. 4 listopada 1977 w Toronto) – ukraiński nacjonalistyczny działacz polityczny i wojskowy, przewodniczący melnykowskiej OUN-M w latach 1965–1976.
Magister literaturoznawstwa Uniwersytetu Warszawskiego, studiował również w Seminarium Duchownym w Krzemieńcu, tam też wstąpił do OUN, a po rozłamie do OUN-M. Podczas II wojny światowej należał do najbliższych współpracowników Ołeha Olżycza.
Brał udział w tworzeniu oddziałów partyzanckich na Wołyniu, był przedstawicielem OUN-M w sztabie Siczy Poleskiej. Od 1942 w Zarządzie Głównym OUN-M, pod koniec 1943 trafił do niemieckiej niewoli, skierowany do obozu koncentracyjnego Sachsenhausen, gdzie przebywał do października 1944.
Po wojnie przebywał na emigracji w Paryżu. W 1947 wybrany na członka Zarządu Głównego PUN, od 1948 redaktor organu OUN-M – „Ukraijińskie słowo”.
Po śmierci Andrija Melnyka mianowany pełniącym obowiązki przewodniczącego, na VI Zjeździe w 1966 mianowany przewodniczącym PUN-OUN. Był zwolennikiem konsolidacji całego ukraińskiego ruchu niepodległościowego, był jednym z założycieli Światowego Kongresu Wolnych Ukraińców.
Pochowany na cmentarzu Bound Brook w USA.